# Crisis diplomática entre Colombia y Venezuela de 2010
La Crisis diplomática de Colombia - Venezuela de 2010 o la Crisis diplomática colombo-venezolana de 2010 se refiere a la crisis diplomática surgida entre los gobiernos de los presidentes Álvaro Uribe de Colombia y Hugo Chávez de Venezuela por la supuesta presencia en territorio venezolano de miembros del grupo guerrillero de las Fuerzas Armadas Revolucionarias de Colombia (FARC) y el Ejército de Liberación Nacional (ELN). Las FARC y el ELN son considerados grupos terroristas en Colombia, Perú, la Unión Europea, Estados Unidos y Canadá. Las supuestas pruebas fueron presentadas ante una sesión extraordinaria de la Organización de los Estados Americanos (OEA) en Washington D. C. el 22 de julio de 2010. Tras la intervención de los embajadores de ambos países, el presidente Chávez anunció la ruptura de las relaciones diplomáticas de Venezuela con Colombia. 
Para tratar de solventar la crisis, Colombia y Venezuela acordaron ir a foros regionales como la Organización de Estados Americanos (OEA) y la Unión de Naciones Suramericanas (UNASUR).

## Antecedentes
El gobierno de Colombia mantiene un conflicto armado interno con grupos al margen de la ley y para combatirlos se ha aliado con Estados Unidos en la "guerra contra las drogas" y la "guerra contra el terrorismo". Como parte de la iniciativa para luchar contra las drogas y el terrorismo, Estados Unidos y Colombia han suscrito varios acuerdos en el llamado Plan Colombia, que contempla ayuda militar a Colombia. Dicha iniciativa ha sido sostenida por la administración del presidente Uribe bajo la política de seguridad democrática con la que se ha combatido frontalmente el narcotráfico y grupos terroristas como las guerrillas del FARC, ELN de corte comunista y los paramilitares de las AUC.

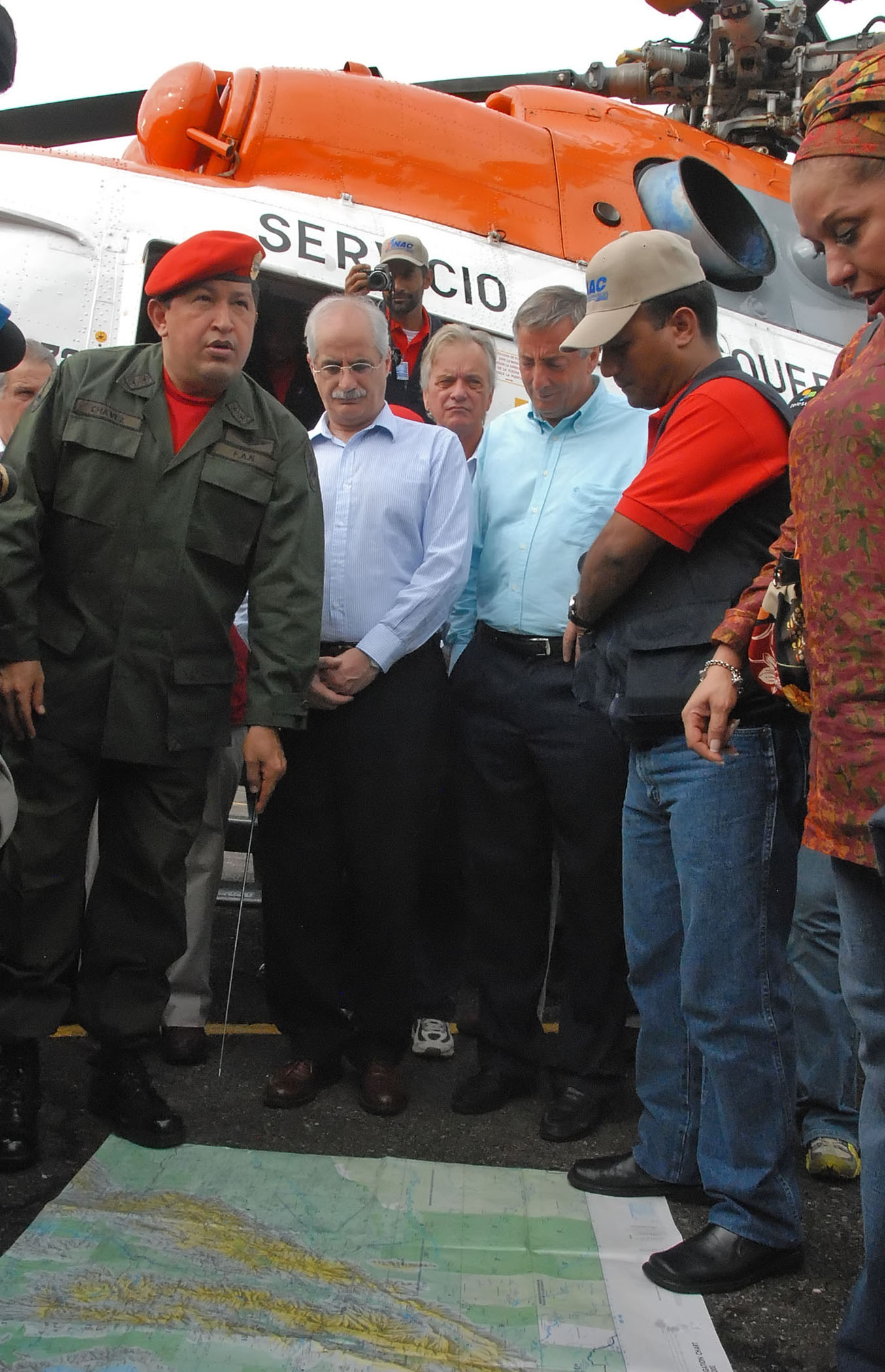
Hugo Chávez mostrando a los garantes internacionales el mapa de la Operación Emmanuel.

Por su parte, el presidente venezolano Hugo Chávez, de ideologías de izquierda, ha resultado envuelto en el conflicto interno colombiano en varias ocasiones como mediador en situaciones como los diálogos de paz entre el gobierno Pastrana y las FARC (1998-2002), la crisis diplomática entre el gobierno de Andrés Pastrana y Hugo Chávez por el Caso Ballestas, guerrillero del ELN que secuestró un avión en Colombia y se ocultaba en Venezuela. En el 2004 se dio el Caso Rodrigo Granda en la que un guerrillero de las FARC hacia presencia en Venezuela en una conferencia y fue secuestrado por desconocidos que lo llevaron a Colombia y lo entregaron a las autoridades. 
A finales de 2007 el diario El País de España publicó un artículo sobre la supuesta presencia de las FARC en Venezuela y según relataron supuestos desertores "El Ejército colombiano no cruza la frontera, y la guerrilla tiene un pacto de no agresión con los militares venezolanos. El Gobierno venezolano deja a las FARC operar libremente porque comparten el mismo pensamiento bolivariano, y también porque las FARC pagan sobornos a su gente".
Chávez participó en la mediación en el llamado "acuerdo humanitario", en la que se llevó a cabo la Operación Emmanuel, que facilitó la liberación unilateral de secuestrados por parte de las FARC. 
Chávez incluso ha afirmado haber recibido de forma clandestina al jefe guerrillero Raúl Reyes en la casa presidencial. "Yo recibí a Raúl Reyes una vez, en privado y en secreto, en La Casona (residencia presidencial), hablamos toda una madrugada...".
En enero de 2008, el presidente Chávez dijo durante un discurso ante la Asamblea Nacional de su país que el reconocimiento de las FARC y el ELN como "verdaderos ejércitos", sería el único camino para poner fin al conflicto colombiano. A su juicio la calificación de "terroristas" que tienen ambos grupos armados se debe a "presiones" del gobierno estadounidense.
El 28 de febrero del mismo año durante su programa dominical Alo Presidente Chávez declaró públicamente que no apoyaba a la FARC:

"yo no apoyo a las FARC, yo apoyo la paz en Colombia" (...) "Yo no estoy de acuerdo con la guerrilla, pero independientemente (de ello), no van a poder barrerla"

En marzo del mismo año, el gobierno colombiano llevó a cabo la Operación Fénix, en la que incursionó en territorio ecuatoriano para acabar con un campamento guerrillero de las FARC y en el que murió el jefe guerrillero Raúl Reyes. Colombia había denunciado en numerosas ocasiones la presencia de las FARC tanto en Venezuela como en Ecuador. La incursión en territorio ecuatoriano desató la crisis diplomática de Colombia con Ecuador y Venezuela de 2008. De los computadores de Raúl Reyes fue sustraída numerosa información en la que según el gobierno colombiano estaba implicado el gobierno venezolano. A finales de 2008, se develó el Plan de guerra Guaicaipuro, en el que hipotéticamente se invadía a Colombia y se preveía que "las Farc, consideradas beligerantes y reconocidas por Venezuela, formarían un gobierno paralelo y solidario con Venezuela".
En Venezuela se dieron hechos como la Masacre del Táchira, a la cual el gobierno colombiano acusó al ELN de haberla perpetrado, mientras que el gobierno de Chávez dijo que habían sido paramilitares. 
En el 2009 el gobierno del presidente Uribe y del presidente estadounidense Barack Obama suscribieron un acuerdo militar para la utilización como parte de la cooperación de siete bases colombianas para la lucha antidrogas y antiterrorista. El gobierno del presidente Chávez rompió relaciones con el gobierno colombiano alegando que las bases eran para espiar y desestebilizar países vecinos a Colombia. Chávez redujo el comercio binacional con Colombia al mínimo, a lo que el gobierno colombiano tachó de "embargo económico".
Las tensiones entre los dos gobiernos siguieron en 2010. En febrero, durante una reunión en Cancún del Grupo de Río, los presidentes Chávez y Uribe discutieron acaloradamente a puerta cerrada en una reunión entre presidentes. Uribe increpó a Chávez por el "embargo comercial" que mantenía sobre Colombia, mientras que Chávez alegaba que Uribe había enviado "300 paramilitares" para asesinarlo. Uribe, disgustado le dijo "Sea varón y quédese a discutir de frente", a lo que Chávez respondió "Vete al carajo",  El incidente se filtró a los medios de comunicación.
El 20 de junio el presidente venezolano Hugo Chávez incursionó en la política interna colombiana al opinar sobre las Elecciones presidenciales de Colombia de 2010 y que provocó la reacción del gobierno colombiano.
El 6 de julio de 2010, el presidente Uribe aseguró saber el paradero de alias "Ivan Márquez", jefe de las FARC, tras un operativo en el que se dio muerte a dos guerrilleros de las FARC que por orden de Márquez intentaban "rescatar" la región de los Montes de María, sur del departamento de Bolívar.
En julio de 2010, medios de comunicación colombianos especulaban sobre una posible invitación a Chávez para ir a Colombia con motivo de la toma de posesión de Juan Manuel Santos el 7 de agosto, el presidente Álvaro Uribe dijo, en relación con el restablecimiento de relaciones con el gobierno de Chávez, que "No debería regresarse a diplomacias hipócritas".

## Muestra de pruebas a directores de medios de comunicación colombianos
El 17 de julio de 2010, el ministro de Defensa de Colombia, Gabriel Silva, se reunió con los directivos de los grandes medios de comunicación. La reunión fue a puertas cerradas y los empresarios y el propio Silva difundieron sólo algunos detalles del encuentro. Según relataron, les mostraron fotos, videos y registros de los sistemas de GPS de las Fuerzas Armadas de los últimos tres años. El ministro explicó más tarde que la mayoría de las pruebas fueron entregadas por doce guerrilleros desmovilizados de las FARC y el ELN. Según esta información, continuó, Iván Márquez, Rodrigo Granda y alias Timochenko, tres jefes de las FARC, y Carlos Marín Guarín, alias Pablito, uno de los máximos líderes del ELN, estarían escondiéndose en territorio venezolano, a lo largo de la frontera con Colombia. Al terminar la conferencia de prensa posterior, Silva, quien estuvo acompañado por el embajador estadounidense ante Colombia, William Brownfield, explicó que las pruebas no podían ser publicadas por razones de seguridad.
El presidente Uribe anunció que el gobierno de Colombia estaba preparándose para presentar pruebas sobre la presencia de guerrilleros de las FARC y el ELN en Venezuela ante una sesión del consejo permanente de la Organización de Estados Americanos (OEA).

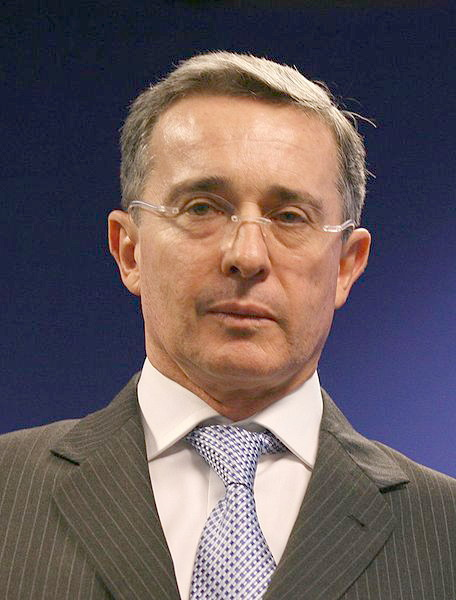
"Para hablar sinceramente de hermandad no puede haber criminales de por medio"
— Álvaro Uribe
El 20 de julio de 2010, durante la instalación del nuevo Congreso de la República, su último discurso como Presidente ante el Legislativo.

"Para hablar sinceramente de hermandad no puede haber criminales de por medio"
 Álvaro Uribe

## Dimisión del Presidente del Consejo Permanente de la OEA
La reunión para el 22 de julio de 2010 en Washington D. C. fue convocada por el nuevo presidente del Consejo Permanente de la OEA, el embajador salvadoreño, Joaquín Alexander Maza Martelli, quien asumió tras la dimisión de su colega ecuatoriano, Francisco Proaño. Proaño renunció al cargo para no verse obligado a convocar la reunión solicitada por el gobierno del presidente colombiano Álvaro Uribe, pues, según dijo, el canciller de su país, Ricardo Patiño, quería posponerla para buscar otras vías para solucionar la crisis diplomática colombo-venezolana. Sin embargo Proaño aseguró que su canciller, Ricardo Patiño, le habría pedido que no convocara la sesión extraordinaria solicitada por Colombia.

"Ante la disyuntiva de contradecir dichas instrucciones y su voluntad de no incumplir ni violentar los reglamentos de la organización regional, que constituyen normas internacionales aceptadas por todos los países miembros, el embajador Proaño decidió presentar su renuncia".
Nota emitida por la Embajada de Ecuador ante la OEA.

El Ministerio de Relaciones Exteriores de Ecuador confirmó desde Quito la salida de su representante ante la OEA, aunque negó haberle pedido a Proaño que no convocara la sesión. La cancillería ecuatoriana precisó que "en ningún momento" al embajador Proaño se le "ha instruido de manera expresa y categórica, por vía verbal y por nota, que no dé paso a la mencionada solicitud", pero que "Sí se le solicitó posponer la convocatoria para dar oportunidad al diálogo".

## Llamado a consultas de la embajadora de Colombia en Venezuela
La noche del 21 de julio de 2010, en vísperas de la sesión del Consejo Permanente de la OEA, el Gobierno de Colombia anunció el llamado a consultas de su embajadora ante el Gobierno de Venezuela, María Luisa Chiappe, quien viajó de inmediato a Bogotá. La medida permitía rebajarlas relaciones al nivel de Encargados de Negocios antes de la respuesta que se pueda producir en Caracas después de la sesión de la OEA.

## Sesión del consejo permanente de la OEA

### Intervención del embajador de Colombia Luis Alfonso Hoyos
El 22 de julio de 2010, el gobierno colombiano expuso las pruebas recopiladas sobre la presencia de las FARC y el ELN en territorio fronterizo entre Colombia y Venezuela.
El secretario general de la Organización de los Estados Americanos (OEA), José Miguel Insulza, el presidente del Consejo Permanente y representante permanente de El Salvador ante el organismo, Joaquín Maza, y el secretario general adjunto, Albert R. Ramdin, presidieron la sesión. 

#### Presentación de pruebas
El embajador de Colombia ante la OEA, Luis Alfonso Hoyos mostró fotografías y videos que demostrarían la presencia de alias Iván Márquez y otros líderes guerrilleros en territorio venezolano. El Embajador aseguró que algunas de las pruebas mostradas fueron sacadas del computador de un guerrillero de alias "Canaguaro" y de información entregada por 12 desertores de filas guerrilleras que permanecieron cerca de 7 años protegiendo a jefes guerrilleros.
Hoyos dijo que había cerca de cinco campamentos de las guerrillas de las FARC y ELN y se encontrarían en Venezuela entre 20, 21 y 23 kilómetros de la frontera con Colombia. Según Hoyos, cerca de 1.500 guerrilleros se encuentran en territorio venezolano, desde donde planean ataques, secuestros y dan clases sobre explosivos. Hoyos dijo que los guerrilleros iban a Venezuela se alimentaban y entrenaban para volver a Colombia a realizar actos terroristas. “Si estas imágenes fueran en la selva de Colombia ellos estarían corriendo, porque aquí si se les persigue, mientras que allá en Venezuela están de engorde”.
Haciendo uso de mapas satelitales que iba ampliando y con coordenadas satelitales, Hoyos mostró unas imágenes aéreas de estructuras que conformarían un núcleo de campamentos de las FARC, entre ellos uno a cargo de alias "Iván Márquez", que habrían estado por varios años en territorio venezolano y que, a diferencia de los que se encuentran en la selva de Colombia, estos serían accesibles a través de carreteras. Entre los supuestos campamentos mostrados estaban los denominados: 

- Bolivariano (10°32′42″ N - 72°32′3″ O)
- Berta (10°40′51″ N 72°30′26″ O)
- Santrich (10°40′55″ N 72°30 ’ 23"O)
- Refugio (10°41′9″ N 72°30′28″ O)

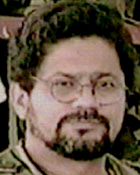
El gobierno colombiano mostró entre las pruebas fotografías que mostrarían al jefe de las FARC, alias Iván Márquez en territorio venezolano en un campamento de dicha guerrilla.

Los campamentos se encontrarían en una zona inhóspita de la cordillera, a 23 kilómetros en línea recta del límite con Colombia y a 90 kilómetros de Maracaibo. La población más cercana al epicentro es el caserío La Luna. El de Márquez es uno de los cinco campamentos de los que se tienen coordenadas precisas, cuatro de ellos de las FARC y uno del Ejército de Liberación Nacional (ELN), que pertenece a Carlos Marín Guarín, alias "Pablito".
En adición a estos cinco campamentos, habría entre 20 y 39 campamentos más, ubicados en todos los estados venezolanos fronterizos con Colombia: Zulia, Táchira, Apure y Amazonas.
El embajador pidió a Venezuela que cesen los insultos y los ataques al país por parte del gobierno y que en vez de perseguir a los comerciantes y campesinos colombianos que viven en la frontera, persiguieran a los guerrilleros que están en Venezuela.
Hoyos solicitó, primero al gobierno de Venezuela que cumpla con sus obligaciones nacionales e internacionales, persiga a los terroristas y que los entreguen a la justicia. Segundo, que se constituya una comisión internacional, conformado por representantes de los países que integran la OEA, para ir a los sitios mostrados por Colombia en los siguientes 30 días. Hoyos dijo que “Colombia nunca levantará un puño o una mano contra el pueblo venezolano, pero que el gobierno venezolano tiene responsabilidad en esto… no puede ser que nos siga comprando con su riqueza… pero lastimosamente muchas veces los dirigentes no están a la altura de sus pueblos”.
Entre las supuestas pruebas presentadas se encontraban:
- Dos fotografías; una de Rocío Atuesta Bueno, compañera sentimental del guerrillero del ELN alias "Pablito" y otra de él mismo en la playa Chichiriviche.
- Una fotografía en la que se observa al guerrillero de las FARC alias "Jesús Santrich" en su campamento de instrucción en la vereda de Sorotaima (Venezuela).
- Una fotografía de los guerrilleros de las FARC alias "Iván Márquez" (derecha) y alias "Jesús Santrich" (izquierda) junto al presidente honorario del Movimiento Continental Bolivariano, el dominicano Narciso Isa Conde (centro), en la vereda de Sorotaima (Venezuela).
- Una fotografía de alias Iván Márquez con miembros del Movimiento Bolivariano.
- Una fotografía de los guerrilleros de las FARC alias "Jaime Canaguaro" y alias "Ciro Rayo" mientras preparan un cerdo en el centro de instrucción de Jesús Santrich, en la vereda de Sorotaima (Venezuela).
- Una fotografía del guerrillero de las FARC alias "Ciro" posando junto a dos guerrilleras de la seguridad de alias "Jesús Santrich", en la vereda de Sorotaima (Venezuela).

### Intervención del embajador de Venezuela Roy Chaderton
El embajador de Venezuela ante la OEA, Roy Chaderton dijo en referencia a las acusaciones de Colombia que "La montaña parió un ratón, no hay ninguna evidencia, ninguna prueba. Sólo fotos tomadas no sé dónde, con coordenadas de las cuales ya tenemos experiencias. Con fotos curiosas, algunas muy discutibles”. Chaderton cuestionó el funcionamiento de la OEA y criticó que Colombia utilizara dicho organismo para pedir verificaciones en otros países, diciendo "Resultaría un precedente muy curioso que, en este foro de gente muy bien informada, nos dediquemos a visitar cada uno de nuestros países para pronunciarnos sobre los problemas de orden interno". Con base en esto el embajador Chaderton solicitó que una delegación haga una visita a alguna de las 7 bases militares en Colombia, con las que existe un convenio de cooperación. Chaderton dijo que "Uribe permitió críticas estadounidenses a Chávez desde su país porque allí hay una campaña de apoyo a una invasión a Venezuela” y desmintió que las FARC se armen en su país. “La gran mayoría de las armas en manos de las FARC, del ELN y el narcotráfico provienen de Estados Unidos".

"Se le ha hecho un inmenso daño a la OEA: aquí no había una crisis, no había una urgencia, esto fue el capricho de un gobernante lleno de rabia, que no tiene capacidad para controlar sus emociones".
Roy Chaderton. Embajador de Venezuela ante la OEA, el 22 de julio de 2010.

## Ruptura de relaciones diplomáticas
Tras una rueda de prensa ante medios de comunicación acompañado por el seleccionador argentino Diego Maradona, el presidente Hugo Chávez anunció que rompía relaciones con Colombia. Chávez autorizó mayores controles en la frontera, traslado de tropas a la línea limítrofe y la salida en menos de 72 horas del cuerpo diplomático colombiano en Caracas.

"Si se presentara una guerra con Colombia iríamos llorando, pero acudiríamos", agregó el mandatario venezolano... ...Hago responsable al presidente Uribe de una guerra con Colombia, enfermo de odio, ficha del imperio yanqui, no derrotó ni a la guerrilla ni al narcotráfico. Venezuela es víctima de todo eso"
Hugo Chávez

El 25 de julio de 2010, con la salida del Ministro Plenipotenciario, Gustavo Guzmán, y el Consejero de la Embajada de Colombia, Roberto Cajamarca, culminó la evacuación y el cierre de la misión diplomática en Caracas. La guardia y custodia de los bienes y los archivos de la Embajada quedaron a cargo del Consulado General de Colombia.
El 28 de julio de 2010, Jorge Valero, embajador de Venezuela ante Naciones Unidas, presentó al Secretario General, Ban Ki-moon, las razones que arguye su gobierno para romper las relaciones entre el gobierno de Hugo Chávez y Álvaro Uribe. El embajador Velero, dijo que el préstamo de siete bases militares a Estados Unidos permitiría a ese país “extender al resto del continente la guerra interna que vive Colombia”, con lo cual también aumentaría su “predominio” en la región.
El embajador colombiano ante la OEA, Luis Alfonso Hoyos, lamentó la "errónea decisión histórica" de Venezuela de romper relaciones con su gobierno e instó al gobierno de Hugo Chávez a "romper relaciones con las bandas criminales". "En nombre del gobierno de Colombia quiero lamentar la errónea decisión histórica que ha tomado Venezuela. Venezuela no tiene problemas con Colombia ni Colombia con Venezuela, tenemos unas diferencias muy grandes con el gobierno de este momento allá".

### Reacciones

#### En Colombia
- El presidente electo de Colombia Juan Manuel Santos prefirió guardar silencio diciendo, "Sobre la relación con Venezuela hemos decidido que nuestra mejor contribución es no pronunciarnos, porque el presidente Álvaro Uribe es todavía presidente en funciones hasta el 7 de agosto".[30]
- El vicepresidente de Colombia Francisco Santos dijo que era "irónico que Venezuela rompa relaciones con Colombia y no rompa con las FARC".[31]
- El fiscal general de la Nación (encargado), Guillermo Mendoza, dijo que podría hacer una denuncia ante la Corte Penal Internacional (CPI) por "negligencia del gobierno venezolano ante las actividades de la guerrilla colombiana" en su país. "La hipótesis, en términos judiciales, es que estas personas después que atacan (en Colombia) se refugian en Venezuela y reciben el apoyo o auxilio desde diferentes puntos de vista o diferentes perspectivas, por funcionarios o por particulares de Venezuela".[30]
- El expresidente Ernesto Samper dijo que, “Es lamentable que esta ruptura se produzca ahora cuando precisamente el cambio de Gobierno podría hacernos pensar que habría una nueva etapa en las relaciones de los dos países... ...este es el resultado de meses de desconfianza que ha terminado con este episodio doloroso". Samper agregó que desde "hace muchos años están rotos los canales diplomáticos que hubieran permitido manejar de otra forma las denuncias".[32]
- El Alcalde de Bogotá, Samuel Moreno Rojas calificó como 'grave' la ruptura de relaciones con Venezuela y dijo que al decaer el intercambio comercial con Venezuela afectaba la industria bogotana.[33]

#### En Venezuela
- La fiscal general de la República, Luisa Ortega Díaz, dijo que las acusaciones hechas por Colombia ante la OEA en contra de Venezuela tenían "oscuras intenciones". Dijo que la orden de ruptura de relaciones emitida por Chávez era una decisión "libre y soberana" y que el Ministerio Público había activado un plan para reforzar la actividad fiscal en los estados fronterizos de Zulia, Táchira y Apure. Ortega-Díaz dijo que Venezuela ha tenido que "desarrollar una lucha feroz para evitar el paso de la guerrilla y la droga" y que "Venezuela siempre ha demostrado su vocación por la paz". Sobre las acusaciones del gobierno Uribe dijo que eran "una agresión al Estado venezolano" y que "van dirigidas a crear fisuras en la hermandad que siempre ha privado entre los pueblos hermanos". Aseguró que era Venezuela la que se ha visto afectada por el conflicto armado colombiano y que Venezuela ha sido víctima del narcotráfico y de los paramilitares e hizo un llamado a "sumarse a la defensa de la Patria".[34]
- La Fuerza Armada Nacional Bolivariana (FANB) a cargo del General y Ministro de Defensa Carlos Mata Figueroa expresó su “apoyo incondicional al Comandante Hugo Chávez” en torno al rompimiento de relaciones con Colombia. Mata dijo tener una “profunda convicción” de velar por la soberanía de Venezuela. Mata Figueroa dijo que "los esfuerzos por parte de las autoridades venezolanas han sido enormes en materia de cooperación y de combate al crimen y al narcotráfico" pero que "en reiteradas ocasiones el gobierno colombiano ha tratado de empañar las acciones de las autoridades venezolanas" y responsabilizó a la oligarquía colombiana' y al "gobierno de Santander: si Colombia y Venezuela "tiñen de sangre su historia".[35][36]
- El alcalde de Caracas, Antonio Ledezma dijo a través de la red social Twitter que "Los pueblos de Venezuela y Colombia seguirán unidos, por encima de los pleitos circunstanciales de sus gobernantes".[37]

#### Internacional
- El secretario general de la Organización de las Naciones Unidas (ONU), Ban Ki-moon llamó a Colombia y Venezuela a resolver sus diferencias "a través del diálogo" tras la ruptura de relaciones anunciada por Hugo Chávez.[38]
- El gobierno del presidente estadounidense Barack Obama emitió una nota a través del Departamento de Estado en las que advertía que las denuncias que hizo Colombia sobre la presencia de las Farc y el Eln en Venezuela debían ser tomadas "muy en serio". "Venezuela tiene una obligación con Colombia y con la comunidad internacional para investigar completamente esta información y actuar para prevenir el uso de su territorio soberano por grupos terroristas... ...Todos los países del continente esperan que los países de la comunidad interamericana cumplan con el compromiso de rechazar la presencia de grupos armados ilegales".[39][40]

Senadores de Estados Unidos enviaron una petición a la Organización de Estados Americanos (OEA) para que se invoque la Carta Democrática Interamericana a Venezuela. La propuesta fue rechazada por el embajador de Venezuela ante Estados Unidos, Bernardo Álvarez, enviando una carta al senador George LeMieux, republicano de Florida y firmante de la carta.

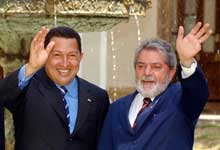
El presidente de Venezuela, Hugo Chávez y el presidente Luiz Inacio Lula da Silva de Brasil.

- El presidente de Brasil, Luiz Inacio Lula da Silva se contactó con Chávez telefónicamente y mencionó su preocupación por las relaciones. El presidente Lula le transmitió a Chávez “la disposición de Brasil de contribuir para la superación de las diferencias entre los Gobiernos de Colombia y Venezuela” y anunció que lo visitaría el 6 de agosto en Caracas.[42]

A raíz de un comentario del presidente Lula en el que dijo que la crisis se debía a problemas "personales" entre los presidentes Chávez y Uribe. La presidencia de Colombia por orden del presidente Uribe emitió un comunicado el 29 de julio de 2010:

El Presidente de la República deplora que el presidente de Brasil, Luiz Inácio Lula da Silva, con quien hemos cultivado las mejores relaciones, se refiera a nuestra situación con la República Bolivariana de Venezuela como si fuese un caso de asuntos personales, ignorando la amenaza que para Colombia y el continente representa la presencia de los terroristas de las Farc en ese país.

Desconoce el presidente Lula nuestro esfuerzo para buscar soluciones a través del diálogo.

Repetimos con todo respeto al Presidente Lula y al Gobierno de Brasil, que la única solución que Colombia acepta es que no se permita la presencia de los terroristas de las Farc y del Eln en territorio venezolano.
Comunicado de la Presidencia de la República de Colombia.

- El presidente de Chile, Sebastián Piñera Echenique a través de su canciller Alfredo Moreno hizo ayer un llamado “al diálogo” entre Venezuela y Colombia, asegurando que ambos países deben "recuperar la confianza, la posibilidad de tener conversaciones que permitan ir superando las dificultades que tienen ambos países". Además el Partido Socialista de Chile (PS), a través de la embajada de Venezuela en Chile dio todo su respaldo al presidente venezolano Hugo Chávez, señalando su deseo "que el conflicto se resolviese a través del dialogo y hermandad".[45]
- El gobierno francés del presidente Nicolas Sarkozy llamó al diálogo entre Colombia y Venezuela y lamentando el anuncio de Venezuela de la ruptura de relaciones diplomáticas con Colombia.[46] El secretario de Estado encargado de asuntos europeos, Pierre Lellouche, declaró:

Todos están más o menos de acuerdo en que las FARC se refugian del otro lado de la frontera cuando son perseguidas. La pregunta es si cuentan o no con ayuda por parte del gobierno (venezolano).
Pierre Lellouche, secretario de Estado francés

- El gobierno de José Luis Rodríguez Zapatero expresó su "preocupación" por el rompimiento de relaciones pero confiaba en que la situación pudiera resolverse "a la mayor brevedad". "El Gobierno español está dispuesto a unir sus esfuerzos a los de otros países iberoamericanos y organismos regionales para lograr este propósito".[48]
- El presidente de Ecuador y pro tempore de la Unasur, Rafael Correa, planteó la posibilidad de convocar una reunión de mandatarios del organismo sudamericano para tratar la ruptura de relaciones diplomáticas entre Colombia y Venezuela.[49]
- La cancillería paraguaya, a cargo de Héctor Lacognata, dijo que acompañaba el llamamiento efectuado por el Secretario General de la Organización de los Estados Americanos (OEA), José Miguel Insulza, en relación con la necesidad de calmar los espíritus y buscar una vía de diálogo”. El canciller Héctor Lacognata dijo que buscaría hablar con los cancilleres de Colombia, Jaime Bermúdez y de Venezuela, Nicolás Maduro.[50]

### Consecuencias económicas
Tras la decisión del presidente Chávez de no comprar productos colombianos desde julio de 2009, los empresarios colombianos han reemplazado buena parte del mercado venezolano con otros destinos. Tras la nueva decisión de Chávez de romper relaciones, la esperanza de muchos comerciantes de ambos países desaparecieron. Un informe del DANE muestra que las exportaciones de Colombia a Venezuela en mayo de 2010 cayeron en un 68,9%, mientras que de Colombia a Estados Unidos crecieron 25,5% y a Ecuador 55,3% en comparación al año 2009.
El ministerio colombiano de Comercio, Industria y Turismo estimó que un cierre total de las fronteras significaría pérdidas diarias cercanas a los $2,4 millones de dólares. El presidente de la ANDI, Luis Carlos Villegas, manifestó que el intercambio comercial se encuentra en su nivel más bajo y que Colombia ha encontrado otros destinos comerciales, pero que muchos industriales colombianos no han conseguido que empresarios venezolanos cancelen deudas estimadas en más de $300 millones de dólares. Según el DANE, durante el primer semestre de 2010, las exportaciones destinadas a Venezuela disminuyeron 71,4%.
Luis Alberto Russiani, presidente Ejecutivo de la Cámara de Integración Económica Venezolano Colombiana (CAVECOL) había estimado que la balanza comercial entre los dos países podría cerrar 2010 en $1.850 millones de dólares, lo que significaría una reducción del 60%. Russiani abogó para que “lo antes posible” se restablezca el diálogo entre ambas naciones. "Llamamos a ambos Gobiernos para que utilicen los canales diplomáticos".
Según Fedecámaras del Estado Táchira, la situación laboral de los pueblos asentados en la región fronteriza se ha deteriorado en forma dramática. Las estadísticas sugieren que en Táchira se han perdido más de 20 mil empleos y muchos negocios han cerrado. El presidente de Fedecámaras Estado Zulia, Néstor Luis Borjas asegura que el conflicto con el vecino país superará los índices históricos de afectación en el intercambio comercial con la frontera ya que, más de mil empleados del sector transporte quedaron afectados.
El 27 de julio de 2010, el gobierno colombiano decretó la "Emergencia Social" (decretos con fuerza de Ley) por un período de 30 días en la región fronteriza con Venezuela para resolver la crisis económica que afecta la zona tras la ruptura de relaciones diplomáticas. Uno de los decretos elimina transitoriamente el cobro del impuesto al valor agregado (IVA) a productos como alimentos procesados, vestuario, calzado, textiles y electrodomésticos. Otra medida contempla la creación de empresas en la zona fronteriza otorgando temporalmente a los inversionistas los privilegios que otorga a las zonas francas industriales colombianas. El gobierno colombiano también realizará una rueda de negocios el 5 y 6 de agosto en la ciudad de Cúcuta y otra internacional con inversionistas de Centroamérica, Ecuador, Chile y otros el 23 y 24 de agosto.

## Sesión extraordinaria del Consejo de Cancilleres de la UNASUR
Tras la sesión de miembros permanentes en la OEA y el rompimiento de relaciones por parte de Venezuela, los países miembros de Unasur convocaron una reunión de cancilleres para el 29 de julio de 2010, en Quito, para tratar el conflicto diplomático.

### Posiciones políticas

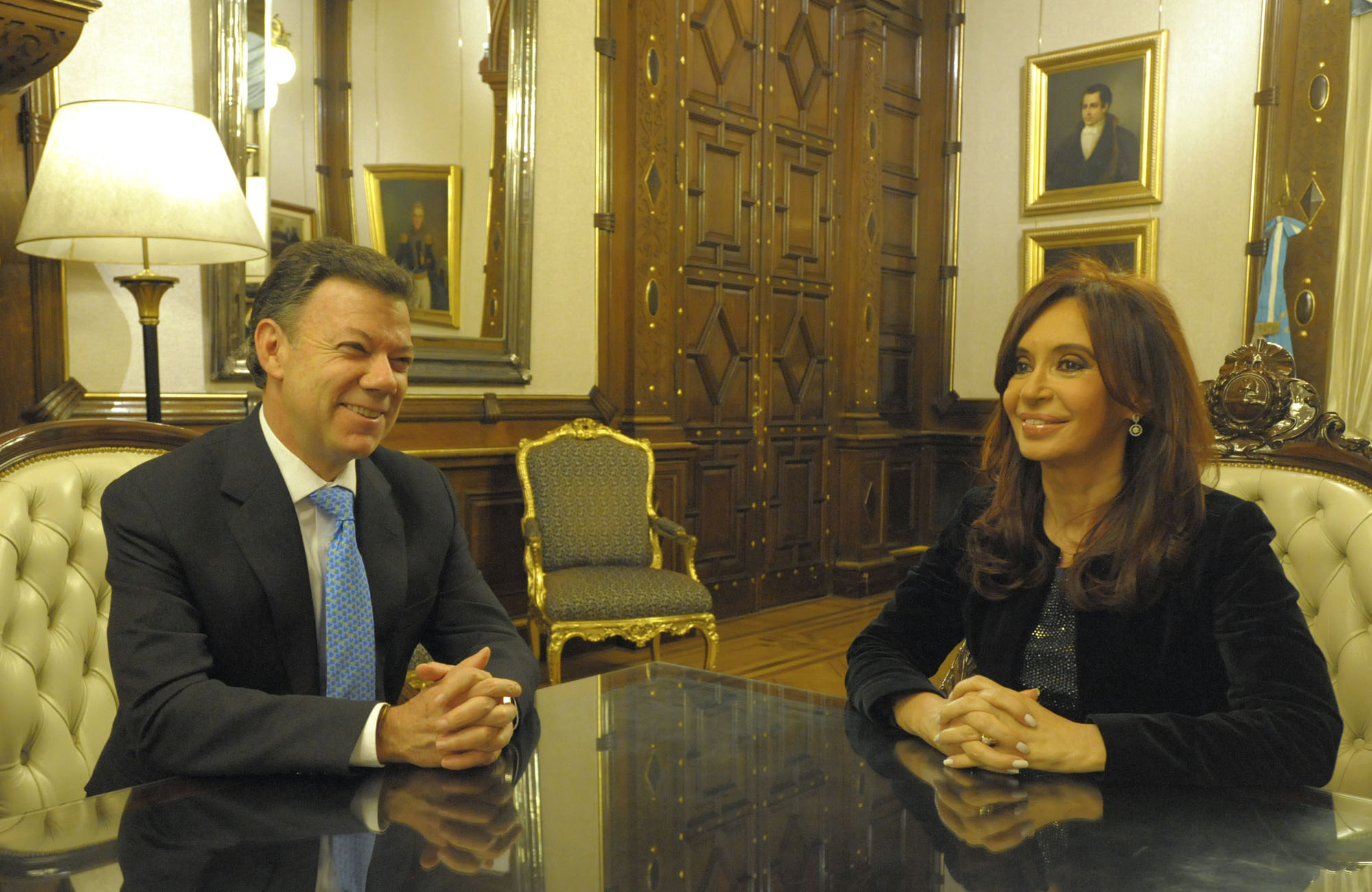
Juan Manuel Santos en reunión con la presidenta argentina Cristina Fernández de Kirchner.

El mandatario electo colombiano Juan Manuel Santos estuvo en Buenos Aires, Argentina donde se reunió con la presidenta argentina Cristina Fernández de Kirchner y el titular de Unasur, Néstor Kirchner en el marco de una gira por la región, y en la que se trató el tema de la crisis diplomática en las relaciones colombovenezolanas por las acusaciones del gobierno colombiano de Álvaro Uribe contra el gobierno del presidente Chávez ante la OEA.

#### Posición gobierno de Venezuela
El 27 de julio de 2010, el canciller venezolano Nicolás Maduro solicitó una "rectificación a fondo" para destrabar el conflicto suscitado por la denuncia de Colombia según la cual las "FARC están en territorio venezolano".

"El gobierno del comandante Hugo Chávez cree que es necesario que haya una rectificación a fondo del próximo gobierno de Colombia (Juan Manuel Santos) en su relación con Venezuela".
Nicolás Maduro, canciller venezolano

"lo que Colombia buscará en Unasur es un mecanismo efectivo que permita, la verificación, pero sobre todo, impedir la presencia de las FARC en Venezuela, o cualquier nivel de convivencia con las autoridades venezolanas.
Jaime Bermúdez, canciller colombiano.

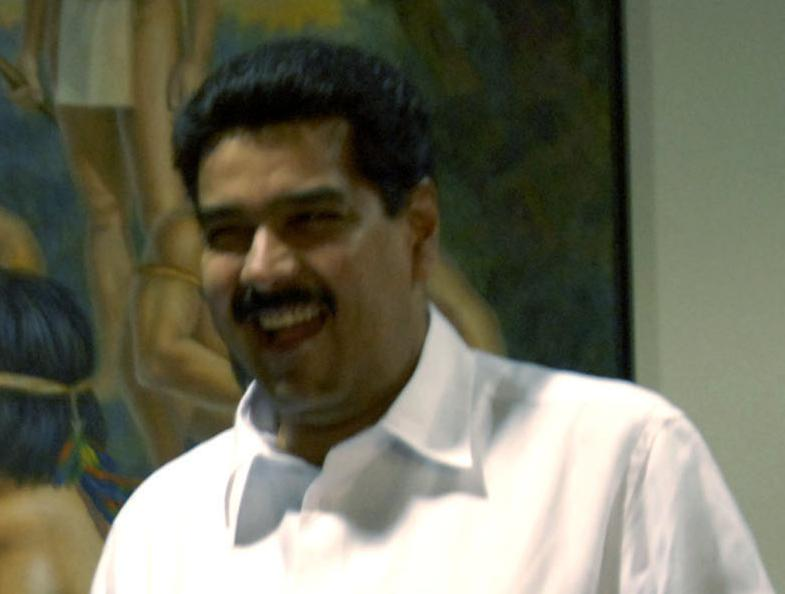
"El gobierno del comandante Hugo Chávez cree que es necesario que haya una rectificación a fondo del próximo gobierno de Colombia (Juan Manuel Santos) en su relación con Venezuela".
— Nicolás Maduro, canciller venezolano
El 27 de julio de 2010, desde Argentina, tras reunirse con la presidenta Cristina Kirchner y su esposo y secretario general de la Unión de Naciones Sudamericanas (Unasur), Néstor Kirchner buscando mediación internacional.

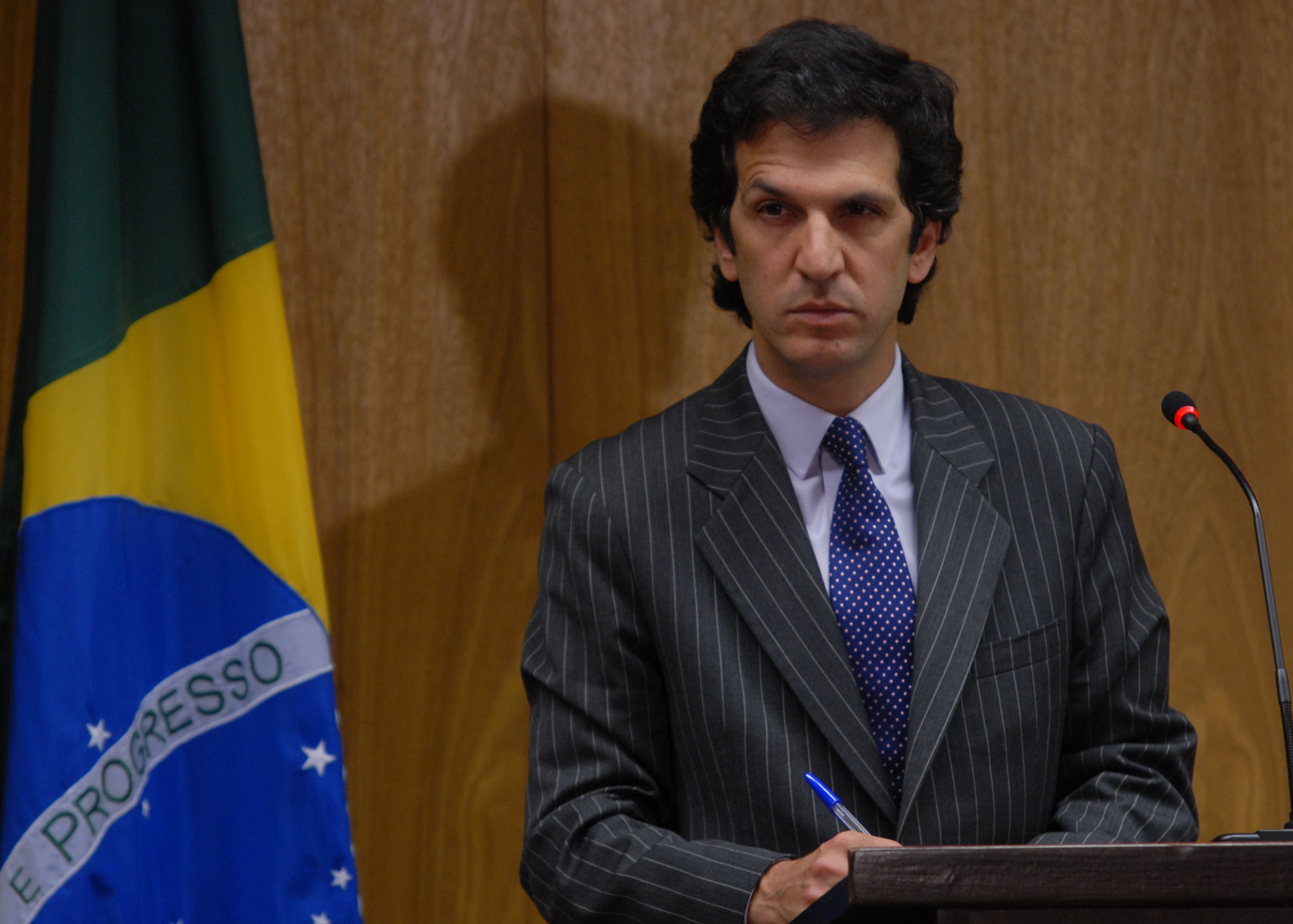
"lo que Colombia buscará en Unasur es un mecanismo efectivo que permita, la verificación, pero sobre todo, impedir la presencia de las FARC en Venezuela, o cualquier nivel de convivencia con las autoridades venezolanas.
— Jaime Bermúdez, canciller colombiano.
El 27 de julio de 2010, detallando los objetivos a conseguir por Colombia en la cumbre de UNASUR.

A pesar del reclamo de rectificación, el canciller Maduro dijo que había "signos ideológicos distintos entre quienes dirigen y van a dirigir Colombia", en referencia al presidente saliente Álvaro Uribe y al electo Juan Manuel Santos "Como ustedes saben, ha habido y hay voluntad política para construir un nuevo tipo de relación, pero que se base en el respeto absoluto de las instituciones y de la sociedad venezolana". Agregó que Colombia estaba "a tiempo de reaccionar frente al despliegue de una estrategia militar de Estados Unidos", en referencia a la cooperación militar colombo-estadounidense.

#### Posición gobierno de Colombia
El canciller colombiano Jaime Bermúdez dijo sobre la propuesta de paz venezolana que "La respuesta es muy concreta. El verdadero plan de paz pasa por la no intervención en los asuntos internos de ningún país, el verdadero plan de paz pasa por que no exista ningún lugar en el mundo, ni físico ni político, donde las FARC o ningún grupo criminal puedan estar. El verdadero plan de paz es capturar a estos criminales donde quiera que estén", dijo el canciller Jaime Bermúdez al rechazar el plan de paz que Venezuela llevará a la cumbre de cancilleres de Unasur para intentar superar la crisis diplomática. Bermúdez descartó que Colombia vaya a retractarse de la información que presentó ante la OEA sobre la presencia de jefes guerrilleros en Venezuela, como lo ha sugerido el canciller venezolano Nicolás Maduro. También dijo que Colombia "tiene claro que su único enemigo es el narcotráfico y el terrorismo. Ni se nos pasa por la cabeza una agresión o una confrontación con un país hermano".
El presidente colombiano, Álvaro Uribe, propuso que los guerrilleros de las FARC y el ELN que están establecidos en Venezuela que dejen las armas y se entreguen a las autoridades judiciales colombianas. Uribe dejó dicha iniciativa a consideración del ministro de Relaciones Exteriores, Jaime Bermúdez, como alternativa al plan de paz para Colombia que ha anunciado el gobierno venezolano.

"Si quieren ayudar a que se supere el problema guerrillero, que entonces le digan a la guerrilla que está allá que se desmovilice, que los fiscales de Colombia van por ellos y los traen aquí, sometidos a todas las garantías de la Ley de Justicia y Paz".
Álvaro Uribe, el 28 de julio de 2010

### Desarrollo de la sesión
La sesión comenzó a las 3:00 PM (UTC-5) con 8 de los 12 cancilleres delegados, de los cuales hubo ausencia de Guayana y la presencia de dos vicecancilleres y un embajador, el Consejo de la Unasur se instaló en la sede de la cancillería de Ecuador que ostenta la presidencia temporal del grupo y que convocó a la cita, a petición de Venezuela. La reunión es presidida por el canciller de Ecuador, Ricardo Patiño. La renuión se acordó realizar a puerta cerrada.

#### Intervención del canciller venezolano Nicolás Maduro
El canciller venezolano Nicolás Maduro fue el primero en tomar la palabra al inicio de la reunión de UNASUR en Quito. Maduro denunció un supuesto plan del presidente colombiano Álvaro Uribe para "atacar territorio venezolano antes del 7 de agosto", fecha en la que entrega la presidencia de Colombia al presidente electo Juan Manuel Santos. La información trascendió por medio de algunas personas que están presentes en la reunión. Posteriormente Maduro presentó ante el resto de Cancilleres la propuesta de Venezuela para un "plan de paz para Colombia".

#### Intervención del canciller colombiano Jaime Bermúdez
Tras la intervención del canciller Maduro, el canciller colombiano Jaime Bermúdez tomó la palabra y reiteró las denuncias contra el gobierno de Venezuela. Bermúdez sacó nuevamente varias de las pruebas presentadas durante la sesión en la OEA acerca de la presencia de miembros y campamentos de las FARC y el ELN en Venezuela.
El Canciller Maduro tomó la oportunidad para pedirle a su par colombiano que negara los supuestos planes del vecino país de atacar a Venezuela, pero Bermúdez presuntamente evadió la pregunta. El canciller Bermúdez negó que Colombia tuviera intenciones de una incursión armada en Venezuela, y agregó que a Colombia le interesaba encontrar un mecanismo de colaboración en la lucha contra el narcotráfico y el terrorismo.

#### Propuesta de Brasil y conclusión
Tras la intervención de ambos cancilleres, Brasil presentó una propuesta de solución a la crisis diplomática basada en 5 puntos:

1. Suramérica como zona de paz
2. Compromiso de resolver diferencias por medios pacíficos
3. Compromiso común de lucha contra grupos ilegales, en particular los vinculados al narcotráfico
4. Compromiso de partes de no hacer declaraciones públicas que agraven la situación
5. Instar a la presidencia a recoger propuestas de cada uno de los países en miras a una próxima reunión

La propuesta de Brasil no fue acogida y los cancilleres, al constatar la falta de consensos entre las partes, solicitaron a la presidencia temporal de UNASUR que convoque a una cumbre presidencial, para que sean los mandatarios los que analicen las diferentes posiciones presentadas en la reunión.

### Caricaturas del presidente Uribe en cancillería de Ecuador
Periodistas que asistían a la cumbre documentaron que en el pasillo principal del Palacio de Najas, sede de la cancillería de Ecuador en Quito, encontraron caricaturas críticas al presidente colombiano Álvaro Uribe, el embajador Luis Alfonso Hoyos y al ministro de defensa de Colombia, Gabriel Silva. En las caricaturas los funcionarios del gobierno colombiano eran relacionados con paramilitares y matanzas, además de hacerlo ver como un subordinado de Estados Unidos.

## Despliegue militar venezolano en zona fronteriza
El presidente Hugo Chávez aseguró la noche del 30 de julio de 2010 que un helicóptero colombiano sobrevoló el espacio aéreo venezolano por unos cinco minutos, aunque no especificó la zona ni el día de la supuesta incursión.
A través de un contacto telefónico con el canal estatal Venezolana de Televisión (VTV) Chávez habló por más de una hora, haciendo reflexiones sobre el conflicto con Colombia, asegurando que ordenó el sobrevuelo de las zonas señaladas por Bogotá como supuestos campamentos de guerrilleros colombianos en Venezuela y en estas no se encontró "nada nuevo, nada grave... no hemos detectado presencia de nada en nuestra frontera". Afirmó que en una de las coordenadas dadas por el gobierno colombiano "da en una piedra", y que el "campamento bolivariano" en el que se denunció la presencia de alias "Iván Márquez", lo que hay es "una casita". Agregó que se había incrementado la presencia de aeronaves en lado colombiano sobrevolado a baja altura y que según Chávez "en Colombia pero mirando hacia Venezuela (...) Naves de guerra de los Estados Unidos, aviones espías. Se ha incrementado sin duda los vuelos de reconocimiento (...) incrementos de operaciones, amagos, que nosotros no podemos subestimar". Chávez ordenó el despliegue de unidades de defensa aérea e infantería "en silencio porque no queremos alarmar a nadie".
Según Chávez, el gobierno del presidente colombiano Álvaro Uribe "está utilizando este show para acelerar e impulsar medidas políticas, militares, para lograr presencia en esa inmensa zona fronteriza".
El 31 de julio de 2010, el gobierno colombiano emitió una aclaración en la que desmintió que exista una “amenaza de guerra” contra Venezuela, como lo ha denunciado el presidente Hugo Chávez y señala que se trata de un “engaño político” de Chávez. El secretario de Prensa, César Mauricio Velásquez advirtió que jamás se había pensado en atacar a Venezuela. Horas más tarde, el gobierno colombiano entregó al Secretario General José Miguel Insulza una petición formal para organizar una "comisión verificadora de irregulares en Venezuela".

## Cumbre de MERCOSUR
El 3 de agosto el presidente Chávez dijo tuvo que tuvo que "tomar un reposo obligado por los médicos" debido a una fuerte gripe que lo afectó y le impidió ir a la cumbre de Mercosur, por lo que en su representación envió al canciller Nicolás Maduro. Durante la reunión de cancilleres, Maduro declinó una propuesta del canciller paraguayo, Héctor Lacognata, para discutir en Mercosur la crisis diplomática con Colombia, pero limitó el tratamiento del conflicto al ámbito de la Unión Sudamericana de Naciones (Unasur). Según Maduro, "es un tema que ya ha sido tratado en Unasur".
En un comunicado conjunto suscrito al término de la XXXIX Cumbre del Mercosur por los socios del bloque; Argentina, Brasil, Paraguay y Uruguay, saludaron el esfuerzo y el compromiso desplegado por la Unasur" por reconciliar a los gobiernos de Colombia y Venezuela. El comunicado fue además firmado por Venezuela en proceso de adhesión- y los miembros asociados de Mercosur; Bolivia, Chile, Colombia, Perú y Ecuador. Los socios del bloque recomendaron que, a la mayor brevedad posible, se convoque a una reunión de mandatarios de la Unasur para tratar la crisis.

## Hugo Chávez denunciado ante CPI y Estado venezolano ante CIDH
El 6 de agosto de 2010, Jaime Granados abogado del presidente Álvaro Uribe, presentó una denuncia contra el mandatario venezolano, Hugo Chávez, ante la Corte Penal Internacional (CPI) y una demanda contra la República Bolivariana de Venezuela ante la Comisión Interamericana de Derechos Humanos (CIDH). Granados explicó que la denuncia y la demanda ante esos organismos internacionales responden a una supuesta violación de los derechos humanos por parte del presidente Chávez, como persona natural, y de Venezuela, como Estado.
Las acciones legales se dan tras la supuesta presencia en territorio venezolano de grupos considerados como terroristas por Colombia; las FARC y el ELN. Estos grupos según Uribe preparan acciones terroristas en suelo venezolano para ejecutarlas en Colombia contra la población.
El fiscal jefe de la Corte Penal Internacional (CPI), Luis Moreno Ocampo, confirmó desde Buenos Aires que el organismo analizará la comunicación del expresidente colombiano Álvaro Uribe contra el mandatario venezolano, Hugo Chávez. La presentación fue hecha por Uribe como ciudadano.
El 10 de agosto el presidente Hugo Chávez calificó la acusación en su contra como un "chiste".

## Fin de la Crisis: Reunión entre Santos y Chávez en Santa Marta

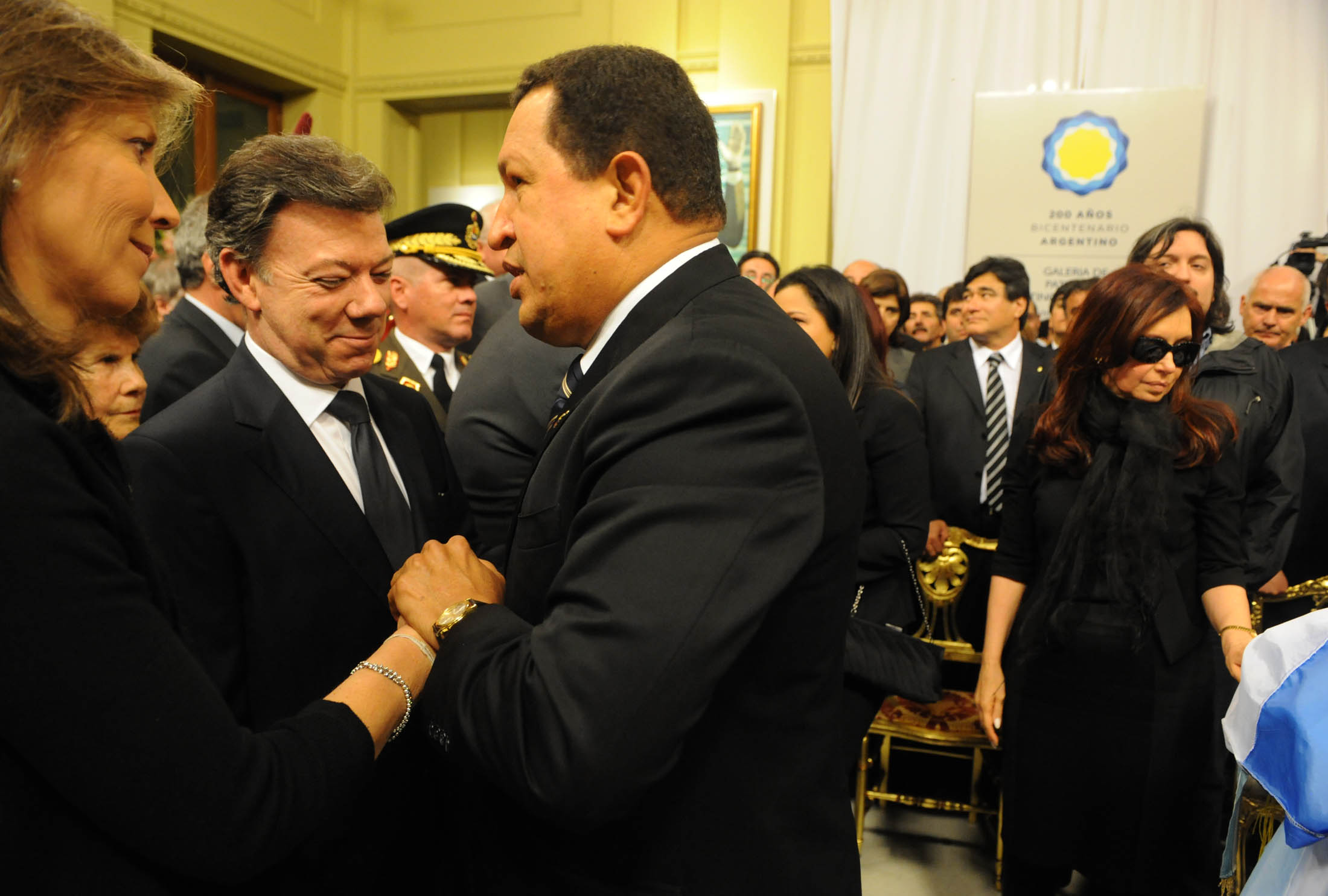
El 7 de agosto de 2010, Juan Manuel Santos asumió la presidencia de Colombia y decidió reunirse con el presidente venezolano Hugo Chávez para tratar crisis en Santa Marta, Colombia. Imagen tomada durante le sepelio del expresidente argentino Néstor Kirchner. Ambos presidentes reconocieron las gestiones de Kirchner por recomponer las relaciones colombovenezolanas.

El 7 de agosto de 2010, Juan Manuel Santos reemplazó a Álvaro Uribe en la presidencia de Colombia. El recién posesionado presidente Santos invitó a los gobiernos de Rafael Correa y Hugo Chávez a reanudar relaciones diplomáticas.
El 8 de agosto, los cancilleres María Ángela Holguín de Colombia, y Nicolás Maduro de Venezuela, anunciaron, tras una reunión de más de tres horas, que Santos y Chávez celebrarían el 10 de agosto una reunión en Bogotá o en Santa Marta un encuentro para tratar de resolver la crisis diplomática. La reunión finalmente se acordó realizar en Santa Marta, en la Quinta de San Pedro Alejandrino, lugar que ofrecía una connotación simbólica al ser este sitio la última morada de Simón Bolívar antes de morir.
La reunión, que se prolongó durante la tarde del 10 de agosto, terminó con una declaración de ambos mandatarios, donde en buenos términos resolvieron reanudar las relaciones diplomáticas entre ambos países, junto con una serie de compromisos de ambas partes; conjurando de momento la crisis bilateral
Ambos mandatarios acordaron una declaración de principios, con mecanismo creado para avanzar en la solución de problemas y el establecimiento de comisiones que establezcan propuestas sobre cinco puntos:

1. El pago a los exportadores colombianos, estimadas en cerca de US$800 millones de dólares.
2. Un acuerdo de libre comercio que subsane el intercambio comercial que dejó de fluir tras el abandono de Caracas a la Comunidad Andina de Naciones (CAN).
3. Proyectos binacioneles en la frontera de gran impacto social.
4. Visión de futuro con obras de infraestructura a gran escala y de mutuo beneficio.
5. El compromiso del presidente Chávez de no permitir la presencia de grupos al margen de la ley en su territorio. Eso es de vital importancia para el restablecimiento de las relaciones y que éstas se mantengan sobre bases firmes.

Ese mismo día se anunció el restablecimiento de relaciones diplomáticas normales entre Venezuela y Colombia, poniendo fin a la crisis.
El día viernes 14 de enero de 2011, presentó cartas credenciales el embajador Iván Rincón Urdaneta, nuevo embajador de Venezuela en Colombia.